# La Ligue des rats
La Ligue des rats est une fable non recueillie de Jean de La Fontaine, publiée en 1692 dans le Livre XIII,,.

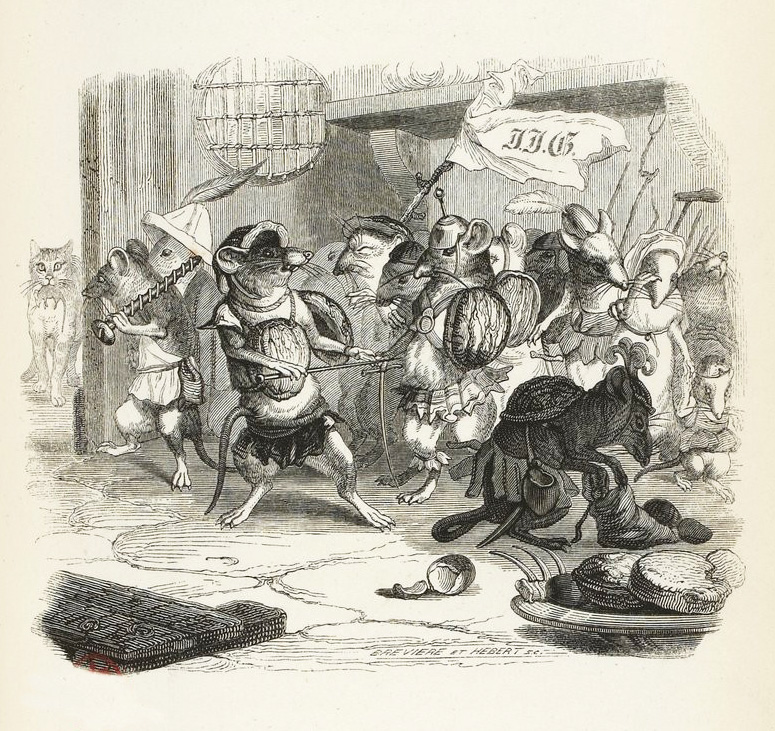
Illustration de Grandville (1838-1840)

## Texte
LA LIGUE DES RATS

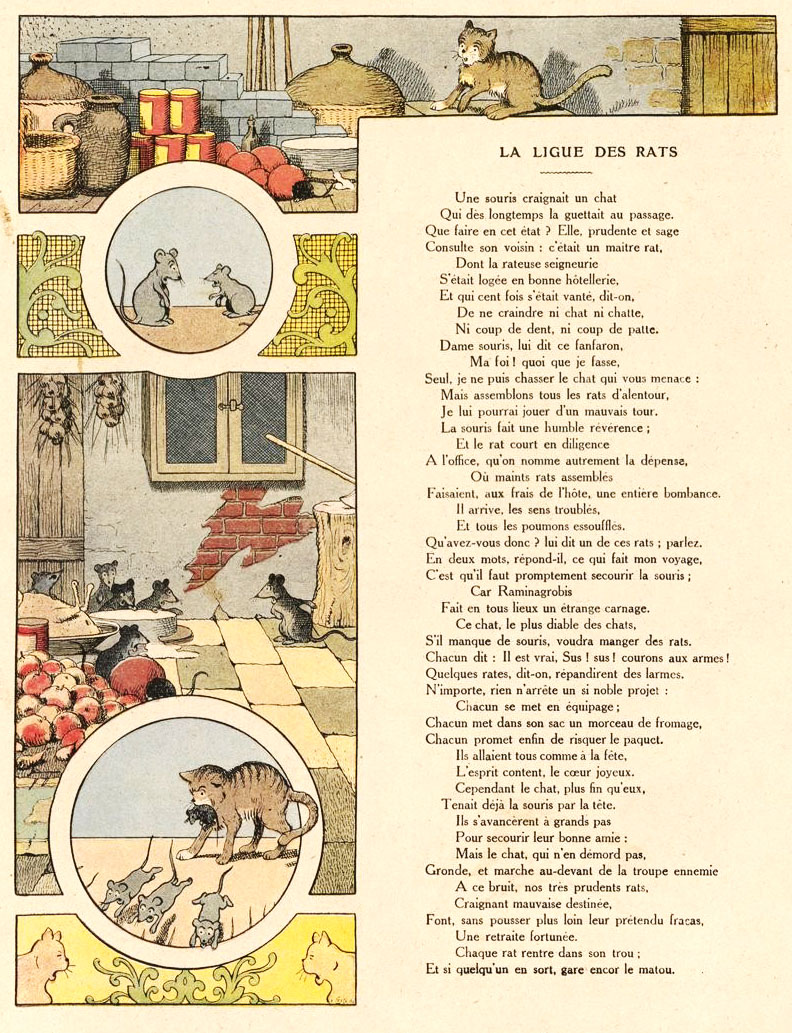
Illustration de Benjamin Rabier (1906)

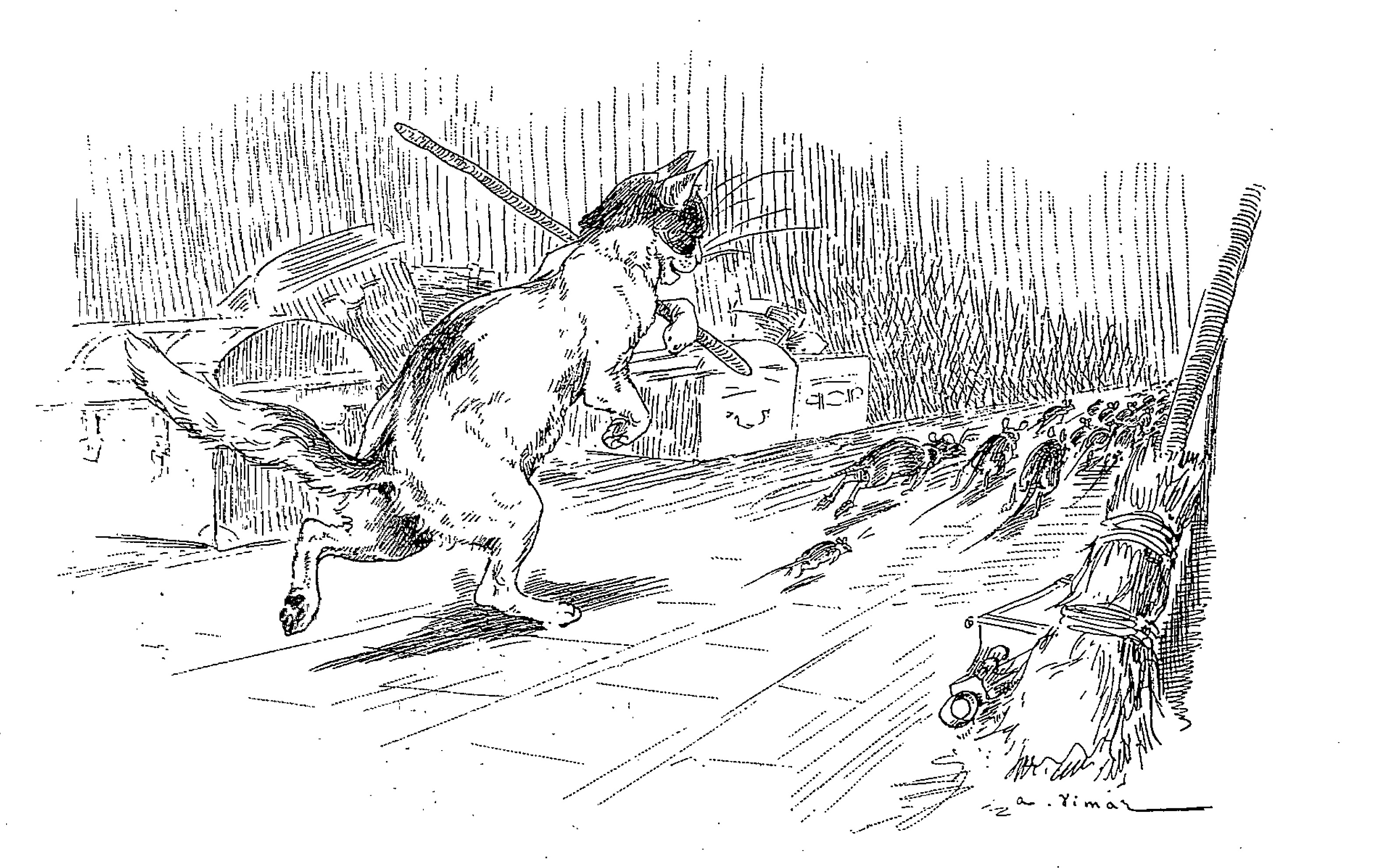
Illustration d'Auguste Vimar (1897)

Une Souris craignait un Chat
Qui dès longtemps la guettait au passage.
Que faire en cet état ? Elle, prudente et sage,
Consulte son Voisin : c'était un maître Rat,
        Dont la rateuse Seigneurie
     S'était logée en bonne Hôtellerie,
    Et qui cent fois s'était vanté, dit-on,
        De ne craindre de chat ou chatte
        Ni coup de dent, ni coup de patte.
    " Dame Souris, lui dit ce fanfaron,
           Ma foi, quoi que je fasse,
Seul, je ne puis chasser le Chat qui vous menace ;
    Mais assemblant tous les Rats d'alentour,
    Je lui pourrai jouer d'un mauvais tour. "
    La Souris fait une humble révérence ;
       Et le Rat court en diligence
À l'Office, qu'on nomme autrement la dépense,
            Où maints Rats assemblés
Faisaient, aux frais de l'Hôte, une entière bombance.
        Il arrive les sens troublés,
        Et les poumons tout essoufflés.
" Qu'avez-vous donc ? lui dit un de ces Rats. Parlez.
- En deux mots, répond-il, ce qui fait mon voyage,
C'est qu'il faut promptement secourir la Souris,
Car Raminagrobis
   Fait en tous lieux un étrange ravage.
      Ce Chat, le plus diable des Chats,
S'il manque de souris, voudra manger des rats. "
Chacun dit : " Il est vrai. Sus, sus, courons aux armes. "
Quelques rates, dit-on, répandirent des larmes.
N'importe, rien n'arrête un si noble projet ;
       Chacun se met en équipage (1) ;
Chacun met dans son sac un morceau de fromage (2),
Chacun promet enfin de risquer le paquet (3).
       Ils allaient tous comme à la fête,
       L'esprit content, le cœur joyeux.
       Cependant le Chat, plus fin qu'eux,
   Tenait déjà la Souris par la tête.
       Ils s'avancèrent à grands pas
       Pour secourir leur bonne Amie.
       Mais le Chat, qui n'en démord pas (4),
Gronde et marche au-devant de la troupe ennemie.
À ce bruit, nos très prudents Rats,
     Craignant mauvaise destinée,
Font, sans pousser plus loin leur prétendu fracas (5) ,
     Une retraite fortunée.
     Chaque Rat rentre dans son trou;
Et si quelqu'un en sort, gare encor le Matou.

Vocabulaire
(1) -(2) chacun fait ses préparatifs (s'équipe) pour la campagne de ... Hollande
(3)  hasarder le paquet :  il faut  s'engager dans une affaire douteuse après avoir hésité...
(4) sens propre : il tient la souris !
(5) Destruction, l'expédition violente qu'ils devaient mener (sus, sus, courons aux armes ...)

## Éditions
- 1692 : édition Claude Barbin, illustration ;
- 1755-1760 : édition de Desaint et Saillant, quatre volumes, illustrations gravées d'après des dessins de Charles Nicolas Cochin, adaptés d'après ceux de Jean-Baptiste Oudry ;
- 1762 : édition dite des Fermiers généraux, Amsterdam-Paris, imprimé par Barbou, 2 vol. in-8, illustrations de Charles Eisen gravées par Pierre-Philippe Choffard ;
- 1838 : édition Garnier Frères, Paris, non daté, illustration de Grandville ;
- 1868 : édition Louis Hachette, illustrations de Gustave Doré gravées par Louis Édouard Fournier ;
- 1906 : édition de la Librairie Jules Tallandier, Paris, 310 compositions dont 85 en couleur, illustration de Benjamin Rabier ;
- 1921 : édition Garnier frères, grand in-4, illustrations de Jules David et Granville ;
- 1952 : édition Verves, Teriade,  100 illustrations de Marc Chagall ;
- 2010 : édition du Reader's Digest, illustrations de Gustave Doré.